# Thanh Vũ
Thanh Vũ (1948–2010) là soạn giả cải lương, nghệ sĩ cải lương, nhà báo.

## Tiểu sử
Thanh Vũ tên thật là Bùi Văn Vũ sinh năm 1948 tại xã Biển Bạch, huyện Thới Bình, tỉnh Cà Mau.
Ông làm việc tại Đoàn văn công giải phóng Trung ương cục miền Nam năm 1968.
Năm 1974, ông chuyển về làm biên tập trong Đài phát thanh Giải phóng.
Sau đó chuyển về Ban văn nghệ Đài Tiếng nói Việt Nam II.
Cuối cùng ông làm việc tại Đài Tiếng nói Nhân dân Thành phố Hồ Chí Minh cho đến lúc ông nghỉ hưu.
Do căn bệnh ung thư gan, ông từ trần lúc 13:45 ngày 19 tháng 05 năm 2010 tại nhà riêng số 60/39 Trần Hưng Đạo B, quận 5, TP.HCM.

## Sự nghiệp

### Soạn giả
Ông là người được công chúng yêu thích ca cổ nhớ đến như một cây bút sắc bén và mượt mà về đề tài tân cổ giao duyên. Một số bài tân cổ giao duyên nổi tiếng của ông như:
- Tình đồng chí.
- Sợi nhớ – sợi thương.
- Nụ hồng.
- Từ con sóng quê hương.
- Gợi nhớ quê hương.
- Cù lao Vung thương nhớ.

### Nghệ sĩ
Bài hát ông trình bày thành công nhất là bài Trường sơn ca của tác giả Thanh Hiền.
Tiếng hát Thanh Vũ cùng thời với: Kim Hà, Thanh Hùng, Ngọc Hoa, Ngọc Mai... vượt qua những chiến lũy đến với bộ đội, hun đúc tinh thần chiến đấu bảo vệ Tổ quốc.

## Giải thưởng
Ông được Nhà nước Cộng hòa xã hội chủ nghĩa Việt Nam phong tặng danh hiệu Nghệ sĩ ưu tú năm 2005

## Gia đình
Vợ của soạn giả Thanh Vũ là soạn giả Huyền Nhung.